# Thorkell de Dublín
Thorkell de Dublín, va ser un cabdill viking i rei del regne de Dublín, almenys fins a 1133 quan els registres històrics parlen de la seva fugida a Escòcia a causa de les envestides dels normands a Irlanda.
Els seus tres fills, Ragnall Thorgillsson, Brotar Thorgillsson i Hasculf Rögnvaldsson també van ser reis de Dublín, els últims monarques de la dominació vikinga en l'illa.
Segons els Annals irlandesos, Thorkell i la seva família van haver de competir contra els nòrdic-gaèlics de les Hèbrides pel control de Dublín.